# Muscle Museum
Muscle Museum — сингл британської альтернативного рок-гурту Muse з їх першого студійного альбому «Showbiz», що вийшов 22 листопада 1999 року. Дебютувала пісня ще у складі малотиражного мініальбому Muscle Museum EP. Після виходу в ефір на шоу Стіва Лемака з цією піснею, вона увійша до інді-чарту NME на 3-ю позицію.
Видавався на 7" вініловій платівці (разом із «Minimum») і на двох CD (з акустичним записом «Do We Need This?» і з «Pink Ego Box» та «Con-Science»). На пісню знято два кліпи.
Назву пісні Muscle Museum взято зі словника. На той час, слово Muse стояло якраз між словами Muscle і Museum в Оксфордському словнику, тому осмисленого перекладу назви цієї пісні шукати не варто. Пісня розповідає про важкі часи, коли група Muse ще тільки створювалась.
|                 | Ця пісня про конфлікт між душею й тілом, про те, як одна частина тебе хоче, щоб якась подія відбулася, а інша — ні. Такий конфлікт трапляється досить часто. |
| — Метью Белламі | |

В інтерв'ю 2015 року, обговорюючи звук дощу у пісні «Aftermath», Белламі згадав, що ця пісня також його мала.

## Список композицій
Автор музики і слів Метью Белламі.
7"
1. «Muscle Museum» 4:22
2. «Minimum» 2:40

| CD1 1. «Muscle Museum» 4:22 2. «Do We Need This?» 4:15 3. «Muscle Museum» (акустична live-версія) 4:44 |  | CD2 1. «Muscle Museum» 5:29 2. «Pink Ego Box» 3:32 3. «Con-Science» 4:52 |

Australian CD; Benelux CD
1. «Muscle Museum» 4:22
2. «Do We Need This?» 4:15
3. «Pink Ego Box» 3:32
4. «Muscle Museum» (акустична live-версія) 4:44